# Platysenta albigera
Platysenta albigera är en fjärilsart som beskrevs av Achille Guenée 1852. Platysenta albigera ingår i släktet Platysenta och familjen nattflyn. Inga underarter finns listade i Catalogue of Life.